# Дэвис, Пол (снукерист)
Пол Дэ́вис (англ. Paul Davies) — бывший валлийский профессиональный игрок в снукер. Родился 22 июня 1970 года, проживает в Кардиффе, Уэльс.

## Карьера
Стал профессионалом в 1991. Лучшими выступлениями Дэвиса являются полуфиналы Dubai Classic 1991 и Asian Open 1993, где он уступал будущим победителям турниров: Джону Пэрроту и Дэйву Харольду соответственно. По итогам сезона 2010/11 Дэвис выбыл из мэйн-тура.